# أبو أنس الشامي
عمر يوسف جمعة صالح المعروف باسم أبو أنس الشامي، فلسطيني من مدينة طولكرم الفلسطينية، ولد عام 1969 في الكويت، ويحمل الجنسية الأردنية. تقلد منصب نائب زعيم جماعة التوحيد والجهاد، والمفتي الشرعي للجماعة، وهو بذلك يعد الرجل الثاني في الجماعة بعد أبو مصعب الزرقاوي.

## نشأته
أبو أنس الشامي وهو فلسطيني من مدينة طولكرم بالضفة الغربية، ولد في منطقة السالمية  في شرق العاصمة الكويت عام 1969، عاش طفولته في كنف والديه، ورباه والده منذ نعومة أظفاره على حب اللغة العربية فكان متحدثا بالفصحى منذ أن بلغ الرابعة عشرة من عمره، كان يكره اللهجة العامية ولا يمازح إلا بالفصحى، وقد كان شديداً الانتساب إلى مسجد الزبن في السالمية منذ صغره، حفظ القرآن الكريم في الخامسة عشرة من عمره، وبعد إتمام الثانوية العامة توجه للدراسة الشرعية في الجامعة الإسلامية في المدينة المنورة بالمملكة العربية السعودية, هناك اجتمع إلى شباب الجهاد واقتنع بكثير من آرائهم وأطروحاتهم وتشجع لها.

## سفره لأفغانستان
في بداية صيف العام 1990 أي قبل الغزو العراقي للكويت سافر إلى أفغانستان بصحبة زميله في الجامعة أبو همام الفلسطيني ومكثا في معسكر الفاروق للتدريب والإعداد العسكري نحو ثلاثة أشهر أتما خلالها استعمال الأسلحة الخفيفة والكلاشينكوف ومضاد الطائرات وتصنيع المتفجرات ثم أديا القسم على عدم استخدام ما تعلماه ضد المسلمين وذلك بعد قيامهما ببيعة أمير المعسكر على «السمع والطاعة في المنشط والمكره» عادا بعد ذلك لتتبدل حال «أبو انس الشامي» الذي بدأ يبشر بالجهاد في كل مجلس يجلسه وازداد حرصه على طلب العلم والدعوة إليه.

## زواجه
في صيف العام 1991 تزوج أبو انس من فتاة فلسطينية من قطاع غزة تحمل وثيقة سفر مصرية وكان أهلها يعيشون في السعودية قبل أن تنتقل للعيش مع زوجها في الأردن، استقر بهما الحال في حي «الإرسال» بمنطقة صويلح الأردنية حيث عمل الشيخ إماما في مسجد «مراد» في الحي ذاته. رزقَ بمولودة أوائل العام 1993 وأسماها «ميمونة» ثم رزق بعد ثلاث سنوات بابنه «أنس» ثم بعد بسنتين ابنه «مالك».

## طلبه للعلم
غادر «أبو انس الشامي» الأردن إلى السعودية مرات عدة للقاء المشايخ والعلماء وطرح بعض الأسئلة عليهم ومناقشتهم في أمور كانت تؤرقه كثيرا منها الوجود الأميركي في منطقة الخليج وكان محاورا ممتازا منتصرا لرأيه يملك الحجة القوية والفكرة كانت حاضرة دائما في ذهنه. آلمه كثيرا اعتقال المشايخ سفر الحوالي وسلمان العودة وناصر العمر وكان يعتبر أن هذا المثلث هو «صمام الأمان للأمة وانهم القادة الفعليون للحركة الإسلامية».
عندما أنهى دراسته في الجامعة الإسلامية في المدينة المنورة عمل إماما في مسجد مراد في حي الإرسال في منطقة صويلح. غرب العاصمة عمان.
اجتهد «أبو أنس الشامي» بتدريس العلوم الشرعية في مسجده متأثرا بفكر الشيخ الدكتور سفر الحوالي، ونشط في الدعوة، وتأثر بطرحه عدد كبير من الشباب، وامتاز بشخصيته الهادئة، وخلقه الكريم، ومرونته مع المخالفين، وبعض مواقفه السياسيّة والتي كانت جليّةً في موقفه المدافع عن الشّيخ أبي محمد المقدسي (عصام البرقاوي) الذي يعتقد بكفر الأنظمة العربيّة الحاكمة ويدعو إلى البراءة منها.
غادر «أبو انس الشامي» الأردن إلى البوسنة والهرسك للتدريس والدعوة ثم عاد ليعمل مدرسا ومربيا وواعظا متطوعا في مركز الإمام البخاري الذي ساهم بتأسيسه في منطقة ماركا الشمالية في العاصمة الأردنية عمان، وفي مارس من العام 2003 تم اعتقاله لإعلانه في صفوف طلابه وأتباعه «ان النظام الحاكم في الأردن حول البلاد إلى ثكنة عسكرية اميركية يأتمر بأمرها وينتهي بنهيها وان الحرب القادمة ليست ضد النظام العراقي وانما ضد الإسلام» وذلك أثناء الاستعدادات الاميركية لشن الحرب على العراق، وكان يدعو الناس إلى وجوب معارضة التوجه الحكومي في مساندة الاميركان والتوجه إلى العراق لدعم الجهاد هناك، بعد ذلك تم إطلاق سراحه ليعود مجددا إلى حث طلابه وأتباعه على «الجهاد ضد المحتل الأميركي» في العراق.

## ذهابه للعراق
بعد أن شعر بأنه «أدى ما عليه من أمانة التبليغ» توجه إلى العراق بعد أن أشاع خبر نيته السفر إلى السعودية للعمل وذلك بعد عودته من أداء مناسك العمرة في شهر سبتمبر 2003، وهناك انضم إلى جماعة «التوحيد والجهاد» التي يتزعمها الشيخ أبو مصعب الزرقاوي.
لم يمض وقت طويل حتى تفاجأ الناس أن «أبو أنس» أصبح المسئول الشرعي للجماعة والمستشار المؤتمن القريب من أبي مصعب ألزرقاوي وقد ظهرت له على بعض المواقع الجهادية على الإنترنت تسجيلات صوتية ومقالات يتحدث فيها عن معركة الفلوجة في أبريل 2004 وتكمن أهمية هذه التسجيلات والمقالات أنها أصبحت بمثابة «الوثيقة» التي تؤكد وتوضح دور الجماعة في الأحداث الجارية في العراق.
وليس غريبا على من عرف «أبو انس الشامي» أن يجد في وصفه للمعركة بعضا من اللطائف والطرائف فهو صاحب روح مرحة تميل إلى الترويح عن الآخرين من خلال الضحك ولهذا فقد وصف هذه الحادثة بعد سرده لحال معركة خاضها مع أحد زملائه في المعركة واضطرهم الرصاص الأميركي المنهمر على رؤوسهم من الاحتماء في محل لبيع الطيور, «وبعد أن توقف إطلاق النار - يقول- «أفقت من هول الصدمة وطردت العصافير عني ونزلت وصاحبي وكان الرمي قد اشتد علينا جدا، وركبت رأسي واستعرت العناد ولست بعنيد في العادة ورقيت بيتا مواجها لهم ولم يكن يفصلني عنهم إلا الشارع وبيت واحد وكان معي قنبلة يدوية فرميت بها عليهم وانتظرت الصوت فلم اسمع شيئاً فقد كان الصاعق عراقيا فلم ينفجر والله المستعان.
فنزلت وتقدمت أقصد زاوية الفرع المواجهة لهم مباشرة وأفاجأ بالهمر تعلوه (البكتا) قد ولج الفرع وتقدم وصرت معه وجهاً لوجه، كانت لحظات عصيبة، وتقهقرت إلى الوراء واستندت بظهري فانفتح الباب خلفي وكدت اسقط فسلمني الله - لكنني فقدت نعلي - ودخلت البيت ورموا البيت برصاصهم وأنا أشعر انه سينهدم ويسقط لقد (ملخوه) كما يقول إخواننا هنا وربضت مكاني ولم يكن معي إلا بندقية كلاشنيكوف[ ؟ ] بمخزنين مضمومين إلى بعضيهما وكنت قد فرغت مخزنا ونصف المخزن وكان معي في ثوبي عدد من الرصاص فجعلت أملأ المخزن وانتظر العاقبة.
لا ادري,,, لكنني كنت أشعر حقيقة أن أجلي لم يحن وأن رحلتي في الحياة لم تؤذن بانقضاء، رمى الأوغاد، ثم انسحبوا مؤثرين السلامة. وتسورت الجدار حتى آخره ثم خرجت أمشي راجعا وأنا أشعر بالإعياء وطنين أذني لا يهدأ فلقيت أبا خطاب وكان يصرخ باحثا عني، فلما أبصرني صرخ بأعلى صوته: أبو انس، وقلت له مداعبا: أبا خطاب جهز لي سرية حتى أسترد نعلي، وتضاحكنا هذه النعل لها قصة طريفة وذلك إنها كانت قد بليت واهترأت وكان الشيخ أبو مصعب ألزرقاوي يلح علي أن استحدث أخرى وأنا أسوَّف وأقول له هذه النعل عزيزة علي فقد أهدانيها أخ عزيز من المدينة النبوية فلا أفرط فيها. وكان يمازحني ويقول: لا أدري كيف يقاتل مجاهدا بمثل هذا النعل؟
وكتبت في ذلك اليوم إلى الشيخ أبي مصعب ألزرقاوي أبشره بأن أمنيته قد تحققت وحيل بيني وبين نعلي. ويضيف: «أردت إن أقول: إننا بحمد الله مع فداحة الخطر وشدة المحنة فقد كنا نعيش طمأنينة وسكينة بهمم عالية وفي عيشة هنية، ومع قصف الرعود فقد كنا نتمازح ونضحك كأننا بين ظهراني أهلنا آمنين وذلك فضل الله علينا».
بعد ذلك أصيب أبو أنس في معارك الفلوجة أثناء القصف وفقد حاسة السمع في إحدى أذنيه وذلك في يوم 7 ابريل 2004 و«استمر في الجهاد والذهاب إلى المساجد وحث الناس على مساندة المجاهدين وإيوائهم وإخفائهم عن أعين الأميركان المحتلين» وبالفعل - كما يروي - فقد «قام كثير من الناس بواجبهم الشرعي تجاه المجاهدين وكانوا لنا نعم المعين».بقي «أبو انس الشامي» مسئولا للجنة الشرعية في «التوحيد والجهاد» والمستشار المؤتمن لزعيمها أبو مصعب الزرقاوي.

## مقتله
قتل «أبو أنس الشامي» في قصف صاروخ أمريكي استهدفه وبعض رفاقه من قادة الجماعة في منطقة أبو غريب[ ؟ ] غرب بغداد بينما كانوا يستقلون سيارة في منطقة زراعية تملكها عشيرة شنيتر نقلا عن أقربائه وذلك يوم الجمعة 17 سبتمبر 2004. وأن أقرباء أبو أنس بدؤوا يتقبلون التعازي في وفاته في ضواحي عمان.
ونشرت عائلته نعياً في الصحف المحلية جاء فيه أنه "طلب الشهادة فنالها، فهنيئاً له بها"، وقال أحد أشقائه أن شقيقا آخر له يعيش خارج الأردن تبلغ بمقتله.